# Nam Ji-hyun
Nam Ji-hyun (hangul: 남지현; hanja: 南志鉉; rr: Nam Ji-hyeon; MR: Nam Chi-hyŏn; Incheon, 17 de setembro de 1995), é uma atriz e modelo sul-coreana. Ela é mais conhecida por seus papéis nas séries de televisão Queen Seondeok (2009), Shopping King Louie (2016), Suspicious Partner (2017), 100 Days My Prince (2018) e 365: Repeat the Year (2020).

## Biografia
Nam Ji-hyun nasceu em 17 de setembro de 1995 em Incheon, Coreia do Sul. Frequentou o departamento de psicologia da Universidade Sogang, ingressando em 2014 e graduando-se em 2020, tudo isso enquanto ela permanecia trabalhando como atriz.

## Carreira

### 2004–2015: Início da carreira

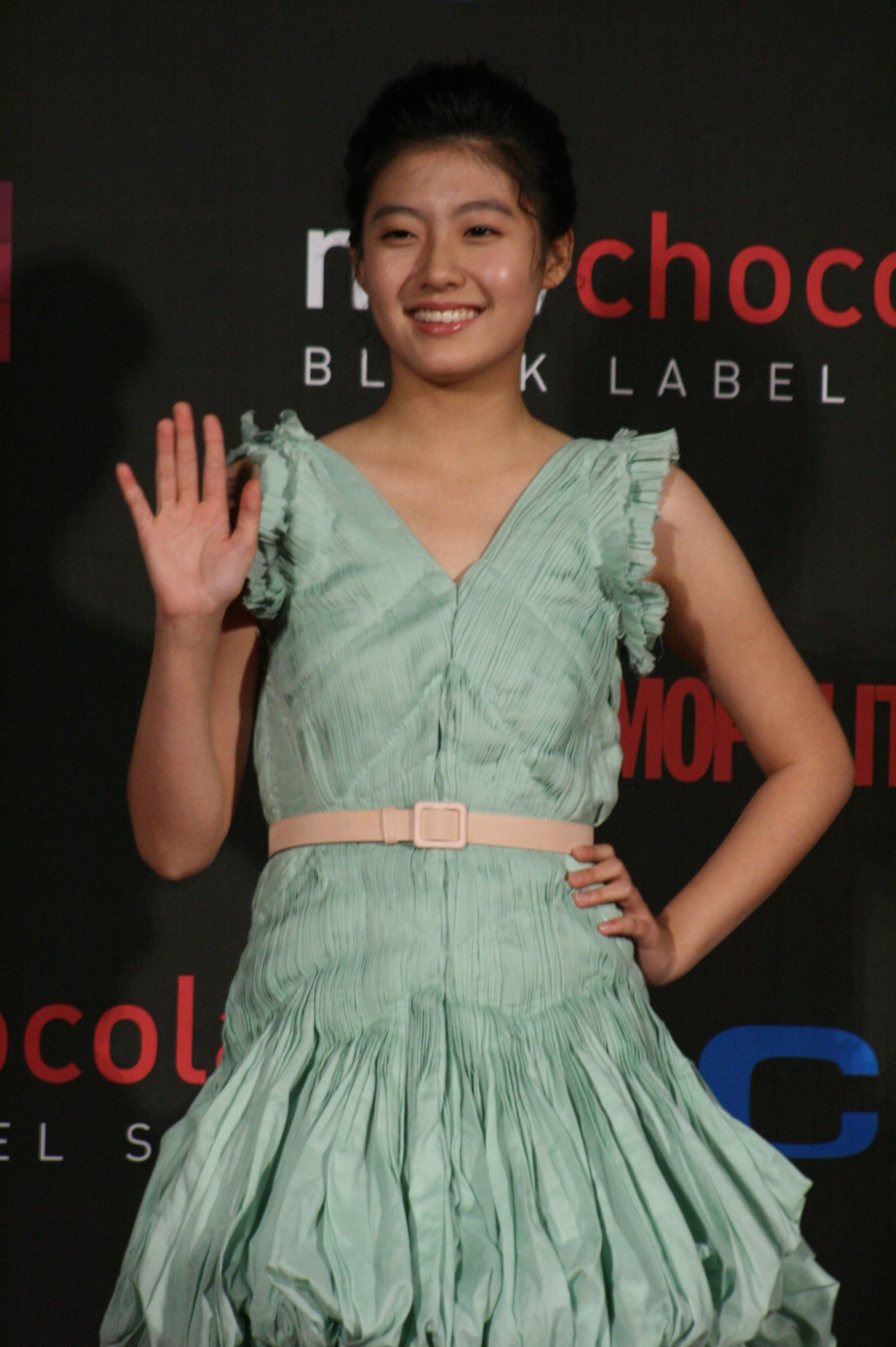
Ji-hyun durante o 2009 Style Icon Awards, em novembro de 2009.

Ji-hyun iniciou sua carreira de atriz através de participações nas séries East of Eden (2008), Queen Seondeok (2009), Will It Snow For Christmas? (2009), Angel Eyes (2014) e What Happens To My Family? (2014). Ela também apareceu na minissérie Girl Detective, Park Hae-sol, no drama adolescente To The Beautiful You e nos filmes A Reason To Live e Hwayi: A Monster Boy.

### 2016–presente: Crescente popularidade e papeis principais
Em 2016, ela recebeu seu primeiro papel principal como atriz na série de televisão Shopping King Louis ao lado de Seo In-guk, onde ela impressionou os espectadores com sua atuação.
No ano seguinte, ela estrelou a série Suspicious Partner ao lado de Ji Chang-wook. Embora a série tenha recebido pouca atenção no começo, ela lentamente subiu em audiência.
Em 2018, ela foi escalada para estrelar a série 100 Days My Prince ao lado de Do Kyung-soo. A série foi um sucesso comercial, tornando-se o décimo segundo drama coreano de maior audiência na história da televisão a cabo, na época.
Em 2020, Nam estrelou a série de fantasia e mistério, 365: Repeat the Year, no papel de uma escritora de webtoon perfeccionista.

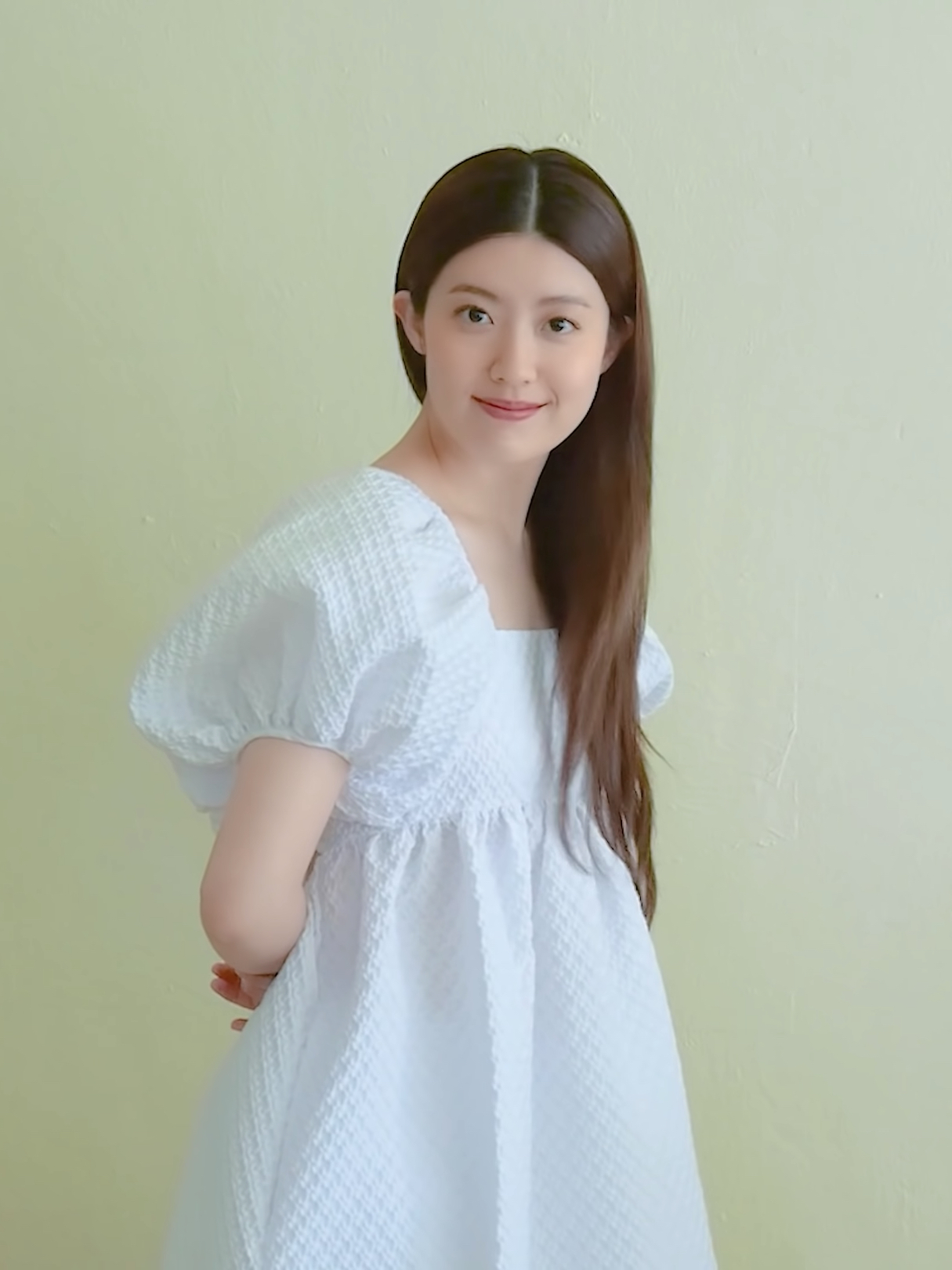
Kim em ensaio fotográfico para a Marie Claire Korea, em 2021

Em outubro de 2022, foi anunciado que Nam inauguraria um fanmeeting em 26 de novembro. Em 31 de outubro, a agência de Nam anunciou que havia adiado a venda de ingressos para o fanmeeting. A data original era 1º de novembro, mas foi transferida para 8 de novembro devido ao pisoteamento de Halloween em Seul.

## Filmografia

### Filmes
| Ano  | Título                       | Papel                     | Notas                                | Referência |
| ---- | ---------------------------- | ------------------------- | ------------------------------------ | ---------- |
| 2005 | Shadowless Sword             | Yeon So-ha                | —                                    | —          |
| 2006 | My Captain Mr. Underground   | Park Ji-min               | —                                    | [ 28 ]     |
| 2007 | Mapado 2: Back To The Island | garota do passado         | —                                    | —          |
| 2009 | If You Were Me 4             | Park Jin-ju               | Seguimento: "Blue Birds On The Desk" | [ 29 ]     |
| 2009 | Astro Boy                    | Cora                      | animação, dublagem coreana           | [ 30 ]     |
| 2010 | Happy Ulleung Man            | narradora do documentário | —                                    | —          |
| 2010 | Family Plan                  | Ji-min                    | curta metragem                       | —          |
| 2010 | Ghost (Be With Me)           | —                         | seguimento: "Tell Me Your Name"      | [ 31 ]     |
| 2011 | A Reason To Live             | Ji-min                    | —                                    | [ 15 ]     |
| 2013 | Hwayi: A Monster Boy         | Yoo-kyung                 | —                                    | [ 16 ]     |
| 2016 | Teo-neol                     | Mi-na                     | —                                    | [ 32 ]     |
| 2016 | The Map Against The World    | Soon-sil                  | —                                    | [ 33 ]     |

### Séries de televisão
| Ano  | Título                                      | Papal                                  | Emissora | Referência    |
| ---- | ------------------------------------------- | -------------------------------------- | -------- | ------------- |
| 2002 | 전파견문록                                  | —                                      | MBC      | —             |
| 2004 | Say You Love Me                             | Seo Young-chae                         | MBC      | —             |
| 2006 | My Love                                     | Kim Min                                | SBS      | —             |
| 2006 | My Love Clementine                          | Jang Ba-da                             | SBS      | —             |
| 2007 | Lobbyist                                    | Yoo So-young (Maria)                   | SBS      | [ 34 ] [ 35 ] |
| 2008 | The Great King, Sejong                      | Princesa Shim                          | KBS1     | [ 34 ]        |
| 2008 | Our Happy Ending                            | Kang Mi-na                             | MBC      | [ 36 ]        |
| 2008 | East of Eden                                | Kim Ji-hyun                            | MBC      | [ 34 ]        |
| 2009 | Queen Seondeok                              | Princesa Deokman                       | MBC      | [ 11 ]        |
| 2009 | Will It Snow for Christmas?                 | Han Ji-wan                             | SBS      | [ 8 ]         |
| 2010 | Giant                                       | Hwang Jung-yeon                        | SBS      | [ 37 ]        |
| 2010 | It's Me, Grandmother                        | Park Eun-ha                            | MBC      | [ 38 ]        |
| 2011 | Warrior Baek Dong-soo                       | Yoo Ji-sun                             | SBS      | [ 39 ]        |
| 2012 | Drama Special: Girl Detective, Park Hae-sol | Park Hae-sol                           | KBS2     | [ 13 ]        |
| 2012 | Can't Live Without You                      | Eun-deok                               | MBC      | [ 40 ]        |
| 2012 | To The Beautiful You                        | Hong Da-hae                            | SBS      | [ 14 ]        |
| 2014 | Angel Eyes                                  | Yoon Soo-wan                           | SBS      | [ 9 ] [ 10 ]  |
| 2014 | What Happens to My Family?                  | Kang Seo-wool                          | KBS2     | [ 12 ]        |
| 2015 | Late Night Restaurant                       | Hye-ri (Aparição especial; episódio 7) | SBS      | [ 41 ]        |
| 2016 | Mystery Freshman                            | Oh Ah-yeong                            | SBS      | [ 42 ]        |
| 2016 | Shopping King Louie                         | Ko Bok-shil                            | MBC      | [ 17 ]        |
| 2017 | Suspicious Partner                          | Eun Bong-hee                           | SBS      | [ 19 ]        |
| 2018 | 100 Days My Prince                          | Hong-sim                               | TVN      | [ 21 ]        |
| 2019 | Dear My Room                                | Participação especial (episódio 11)    |          | [ 43 ]        |
| 2020 | 365: Repeat the Year                        | Shin Ga-hyun                           | MBC      | [ 44 ]        |
| 2021 | JTBC Drama Festa – "Off Route"              | Kang Su-ji (drama de um episódio)      | JTBC     | [ 45 ]        |
| 2022 | Little Women                                | Oh In-kyung                            | TVN      | [ 46 ]        |
| 2024 | Good Partner                                | Han Yu-ri                              | SBS      | [ 47 ]        |

### Webséries
| Ano  | Título            | Papal          | Referência    |
| ---- | ----------------- | -------------- | ------------- |
| 2021 | The Witch's Diner | Jeong Jin      | [ 48 ]        |
| 2023 | High Cookie       | Choi Soo-young | [ 49 ] [ 50 ] |

## Videografia

### Videoclipes
| Ano  | Canção    | Artista         | Referência |
| ---- | --------- | --------------- | ---------- |
| 2015 | "Shaking" | Taeil (Block B) | [ 51 ]     |

## Prêmios e indicações
| Ano  | Prêmio                       | Categoria                                                    | Trabalho nomeado                                     | Resultado | Referência    |
| ---- | ---------------------------- | ------------------------------------------------------------ | ---------------------------------------------------- | --------- | ------------- |
| 2006 | SBS Drama Awards             | Best Young Actress                                           | My Love                                              | Venceu    | [ 52 ]        |
| 2007 | SBS Drama Awards             | Best Young Actress                                           | Lobbyist                                             | Indicado  | —             |
| 2008 | MBC Drama Awards             | Best Young Actress                                           | East of Eden                                         | Venceu    | [ 7 ]         |
| 2009 | MBC Drama Awards             | Best Young Actress                                           | Queen Seondeok                                       | Venceu    | [ 53 ]        |
| 2012 | 21st Buil Film Awards        | Best New Actress                                             | A Reason To Live                                     | Indicado  | —             |
| 2012 | KBS Drama Awards             | Best Young Actress                                           | Girl Detective, Park Hae-sol                         | Venceu    | —             |
| 2013 | 34th Blue Dragon Film Awards | Best New Actress                                             | Hwayi: A Monster Boy                                 | Indicado  | —             |
| 2014 | KBS Drama Awards             | Best New Actress                                             | What Happens to My Family?                           | Venceu    | [ 54 ]        |
| 2014 | KBS Drama Awards             | Best Couple Award com Park Hyung-sik                         | What Happens to My Family?                           | Venceu    | —             |
| 2015 | 51st Baeksang Arts Awards    | Best New Actress (TV)                                        | What Happens to My Family?                           | Indicado  | —             |
| 2016 | 1st Asia Artist Awards       | Best Entertainer Award, Actress                              | Shopaholic Louis                                     | Venceu    | [ 55 ]        |
| 2016 | MBC Drama Awards             | Best New Actress                                             | Shopaholic Louis                                     | Venceu    | [ 56 ]        |
| 2016 | MBC Drama Awards             | Excellence Award, Actress in a Miniseries                    | Shopaholic Louis                                     | Indicado  | [ 57 ]        |
| 2016 | MBC Drama Awards             | Best Couple Award com Seo In-guk                             | Shopaholic Louis                                     | Indicado  | [ 57 ]        |
| 2017 | Korea Drama Awards           | Excellence Award, Actress (Drama)                            | Suspicious Partner                                   | Indicado  | —             |
| 2017 | 25th SBS Drama Awards        | Excellence Award, Actress in a Wednesday-Thursday Drama      | Suspicious Partner                                   | Venceu    | [ 58 ]        |
| 2017 | 25th SBS Drama Awards        | Best Couple Award com Ji Chang-wook                          | Suspicious Partner                                   | Indicado  | —             |
| 2018 | Dong-A.com's Pick            | Next Generation Noteworthy Actress                           | Nam Ji-hyun                                          | Venceu    | [ 59 ]        |
| 2018 | Soompi Awards                | Best Actress of the Year                                     | Suspicious Partner                                   | Indicado  | [ 60 ]        |
| 2018 | Soompi Awards                | Best Couple                                                  | Nam Ji-hyun (com Ji Chang-wook) Suspicious Partner   | Indicado  | [ 60 ]        |
| 2018 | Soompi Awards                | Best Kiss                                                    | Nam Ji-hyun (com Ji Chang-wook) Suspicious Partner   | Venceu    | [ 60 ]        |
| 2018 | The Seoul Awards             | Popularity Award (Actress)                                   | Nam Ji-hyun                                          | Indicado  | [ 61 ] [ 62 ] |
| 2019 | Soompi Awards                | Best Actress of the Year                                     | 100 Days My Prince                                   | Indicado  | [ 63 ]        |
| 2019 | Soompi Awards                | Best Couple Award                                            | Nam Ji-hyun (com Do Kyung-soo) 100 Days My Prince    | Venceu    | [ 63 ]        |
| 2020 | MBC Drama Awards             | Top Excellence Award, Actress in a Monday-Tuesday Miniseries | 365: Repeat the Year                                 | Venceu    | [ 64 ]        |
| 2020 | MBC Drama Awards             | Best Couple Award                                            | Nam Ji-hyun (com Lee Joon-hyuk) 365: Repeat the Year | Indicado  | [ 65 ] [ 66 ] |